# Lars Danielsson

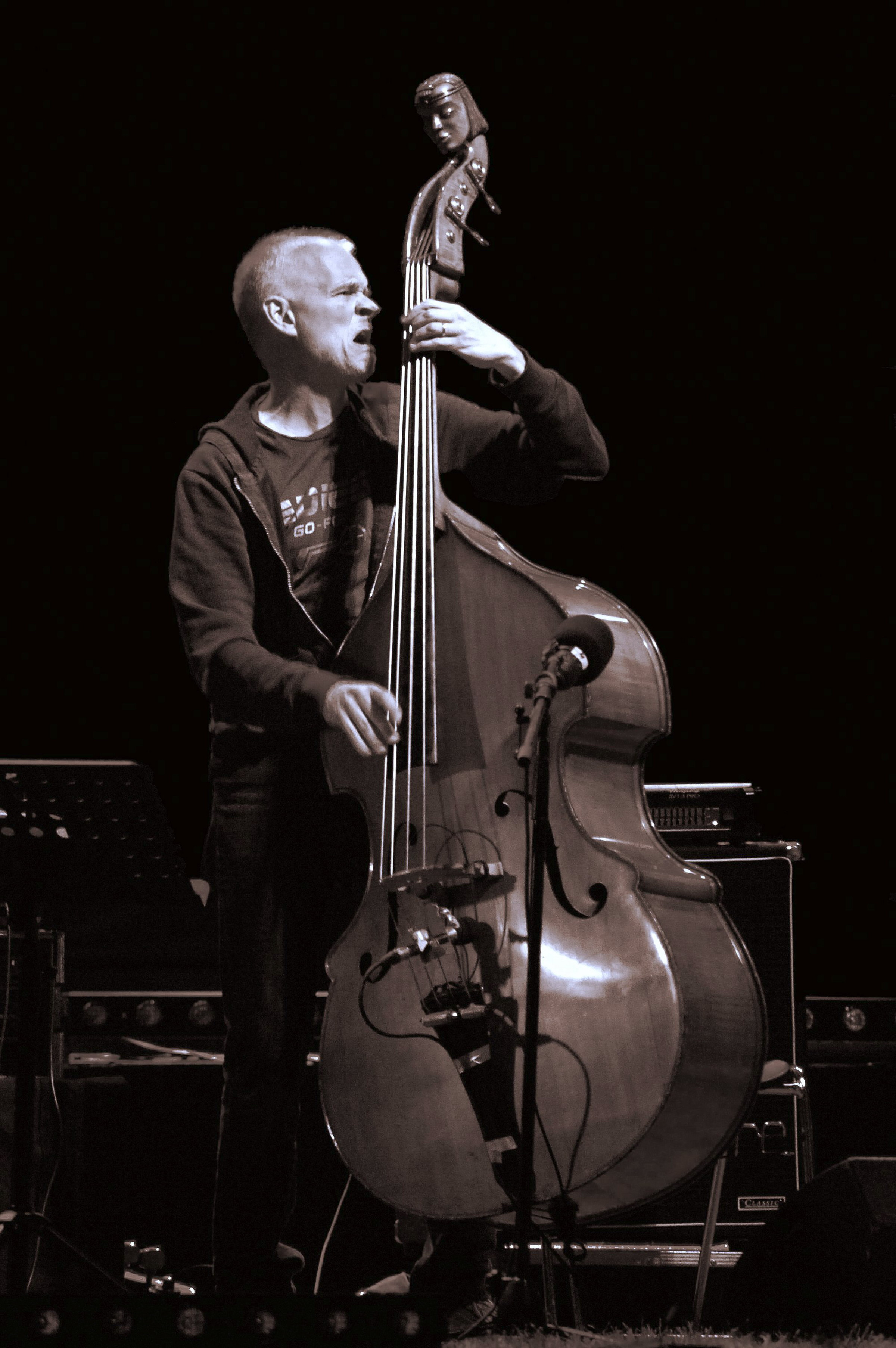
Lars Danielsson in 2008.

Lars Danielsson (Göteborg, 5 september 1958) is een Zweeds jazzbassist, -cellist en componist.
Lars Danielsson studeerde aanvankelijk klassieke cello aan het conservatorium van Göteborg, maar switchte naar jazz nadat hij onder de indruk was geraakt tijdens een concert van Niels-Henning Ørsted Pedersen. In 1985 vormde hij een kwartet met saxofonist Dave Liebman, pianist Bobo Stenson en drummer Jon Christensen, dat soms werd aangeduid als het Lars Danielsson Quartet. Met dit kwartet nam hij diverse albums op. Hij werkte verder samen met onder anderen John Scofield, Jack DeJohnette, Trilok Gurtu, Mike Stern, Billy Hart, Charles Lloyd, Terri Lyne Carrington, Leszek Możdżer, Joey Calderazzo, Gino Vannelli, Wolfgang Haffner, Bugge Wesseltoft en Dave Kikoski.
- Bibliothèque nationale de France: cb13994912f (data)
- Gemeinsame Normdatei: 134771222
- International Standard Name Identifier: 0000 0001 1036 341X
- Library of Congress Control Number: no98026412
- MusicBrainz: a6faa805-989d-4529-9cf6-342a8e883423
- Nationale Bibliotheek van Tsjechië: xx0060094
- Nationale Bibliotheek van Israël: 987007324661905171
- Nederlandse Thesaurus van Auteursnamen: 401402487
- Système universitaire de documentation: 157587592
- Virtual International Authority File: 5127729
- WorldCat: E39PBJfx6QTVRMVtB4FbFMbWXd